# جيرمي لوبيز
جيرمي لوبيز (بالإنجليزية: Jeremy Lopez)‏ (9 يوليو 1989 بجبل طارق في المملكة المتحدة - ) هو لاعب كرة قدم بريطاني في مركز الوسط. شارك مع منتخب جبل طارق لكرة القدم. أما مع النوادي، فقد لعب مع مانشستر 62.

## وصلات خارجية
- جيرمي لوبيز على موقع الاتحاد الأوربي (الإنجليزية)
- جيرمي لوبيز على موقع الاتحاد الأوربي (الإنجليزية)
- جيرمي لوبيز على موقع قاعدة بيانات كرة القدم.إي يو (الإنجليزية)
- جيرمي لوبيز على موقع ناشيونال فوتبول تيمز (الإنجليزية)
- جيرمي لوبيز على موقع Soccerway.com (الإنجليزية)
- جيرمي لوبيز على موقع عالم كرة القدم.نت (الإنجليزية)